# Метелевское сельское поселение (Кировская область)
Метелевское сельское поселение  — муниципальное образование в составе Нагорского района Кировской области России.
Центр — посёлок Бажелка.

## История
Метелевское сельское поселение образовано 1 января 2006 года согласно Закону Кировской области от 07.12.2004 № 284-ЗО.

## Население
| 2010 | 2012 | 2013 | 2014 | 2015 | 2016 | 2017 |
| ---- | ---- | ---- | ---- | ---- | ---- | ---- |
| 339  | ↘304 | ↘279 | ↘260 | ↘253 | ↘235 | ↘233 |
| 2018 | 2019 | 2020 | 2021 |      |      |      |
| ↘205 | ↘184 | ↘157 | ↘79  |      |      |      |

## Состав
В поселение входят 3 населённых пункта (население, 2010):
- посёлок Бажелка — 305 чел.;
- деревня Каменное — 1 чел.;
- деревня Комарово — 33 чел.